# Berdeniella vanosica
Berdeniella vanosica är en tvåvingeart som beskrevs av Vaillant 1976. Berdeniella vanosica ingår i släktet Berdeniella och familjen fjärilsmyggor. Inga underarter finns listade i Catalogue of Life.